# WZ132
Der WZ132 (alternative Bezeichnung Type 62) ist ein chinesischer Kampfpanzer leichterer Bauart, der in den frühen 1960er-Jahren entwickelt wurde.

## Geschichte
Die Entwicklungsarbeiten am WZ132 (Type 62) begannen Anfang der 1960er-Jahre. Der erste Prototyp wurde im Jahr 1962 fertiggestellt. Die Serienproduktion setzte schließlich im darauffolgenden Jahr ein. Der Hintergrund für die Produktion war die Forderung des Heeres der Volksbefreiungsarmee nach einem leichten Panzer, der auf dem Gefechtsfeld die Aufgaben eines Kampfpanzers übernehmen könne. Der Panzer sollte in schwer zugänglichem Terrain wie Gebirgsregionen oder Flussgebieten einsetzbar sein. Zudem findet der Panzer bei der Marineinfanterie Verwendung. Der WZ132 wurde aufgrund seiner niedrigen Anschaffungskosten in viele Länder exportiert und ist vielerorts noch heute im Einsatz.

## Technik und Bewaffnung
Da die chinesischen Konstrukteure zu Beginn der 1960er-Jahre keine Erfahrung im Panzerbau hatten, orientierten sich die Ingenieure am Type 59, der eine Kopie des sowjetischen T-54 darstellt. Der WZ132 ist im Wesentlichen eine verkleinerte Version des Type 59. Der Antrieb erfolgt wie beim Type 59 mit einem 12150L-3-Dieselmotor, der für diese Anwendung auf eine Leistung von 430 PS gedrosselt wurde.
Das Fahrzeug war zudem mit der kleinkalibrigeren 85-mm-Kanone Type 62-85TC ausgestattet, für die 47 Schuss Munition mitgeführt werden konnten. Die Kanone ist nicht stabilisiert und die effektive Feuerreichweite beträgt nur 1.200 Meter. Auch die Zielgenauigkeit ist gering, da ein Feuerleitsystem und Nachtsichtsysteme fehlen, um Gewicht einzusparen und um die Abmessungen des Fahrzeugs so gering wie möglich zu halten. Das Zielen wird mittels einfacher optischer Systeme bewerkstelligt. Spätere Versionen des Panzers wurden mit einem Laserentfernungsmesser bestückt. Als Sekundärbewaffnung stehen zwei 7,62-mm-Maschinengewehre und ein 12,7-mm-MG zur Verfügung, das sich auf dem Panzerturm befindet.
Die Panzerung des WZ132 ist vergleichsweise schwach. Wirkungsvoller Schutz kann nur vor Granatsplittern und vor Geschossen aus Handfeuerwaffen garantiert werden. In Kampfsituationen zeigte sich, dass dieser Panzer äußerst verwundbar gegenüber Panzerabwehrwaffen ist.
Der Type 62 war mit einer automatischen Feuerlöschanlage ausgestattet. Allerdings bestand kein ABC-Schutz.